# 1914 في البرازيل
فيما يلي قوائم الأحداث التي وقعت خلال عام 1914 في البرازيل.

## سياسة

### تعيين في المنصب
- 15 نوفمبر – فينسيسلاو براس رئيس البرازيل.

### انتهاء فترة المنصب
- 15 نوفمبر – فينسيسلاو براس نائب رئيس البرازيل [الإنجليزية]‏.
- 31 ديسمبر – نيلو بيسانيا عضو مجلس الشيوخ من البرازيل.

## رياضة
- 1 يناير – كأس روكا

## ظهور
- 1 يناير – سامبا

## مواليد

### مارس
- 8 مارس – أفونسو غيماريش دا سيلفا لاعب كرة قدم برازيلي.

### مايو
- 6 مايو – هيرمينيو ديبريتو لاعب كرة قدم برازيلي.

### أغسطس
- 3 أغسطس – أريستيدس لياو عالم أعصاب برازيلي.